# Bundesautobahn 643
L'autoroute allemande 643 (en allemand : BAB 643) décrit un tracé de 8 km de long entre Wiesbaden en Hesse et l'échangeur à trois voies Mainz (en allemand : Autobahndreieck Mainz) en Rhénanie-Palatinat en traversant le Rhin et longeant Mainz.

## Tracé
La BAB 643 commence à Wiesbaden (la capitale de Hesse) à la sortie Wiesbaden-Dotzenheim de la Bundesstraße 262 (1). La route descend vers l'échangeur Schierstein (2), le carrefour avec la BAB 66 (Rüdesheim–Francfort), suivi par la sortie de Wiesbaden-Äppelallee (3). Au sud, l'autotoute traverse le Rhin par le  pont de Schierstein et arrive en Rhénanie-Palatinat.
Les sorties Mainz-Mombach (4) et Mainz-Gonsenheim (5) se trouvent sur la rive mayençaise. L'autoroute traverse les Grands Sables de Mayence, une «réserve naturelle (de)», et mène à la BAB 60 près du Autobahndreieck Mainz.

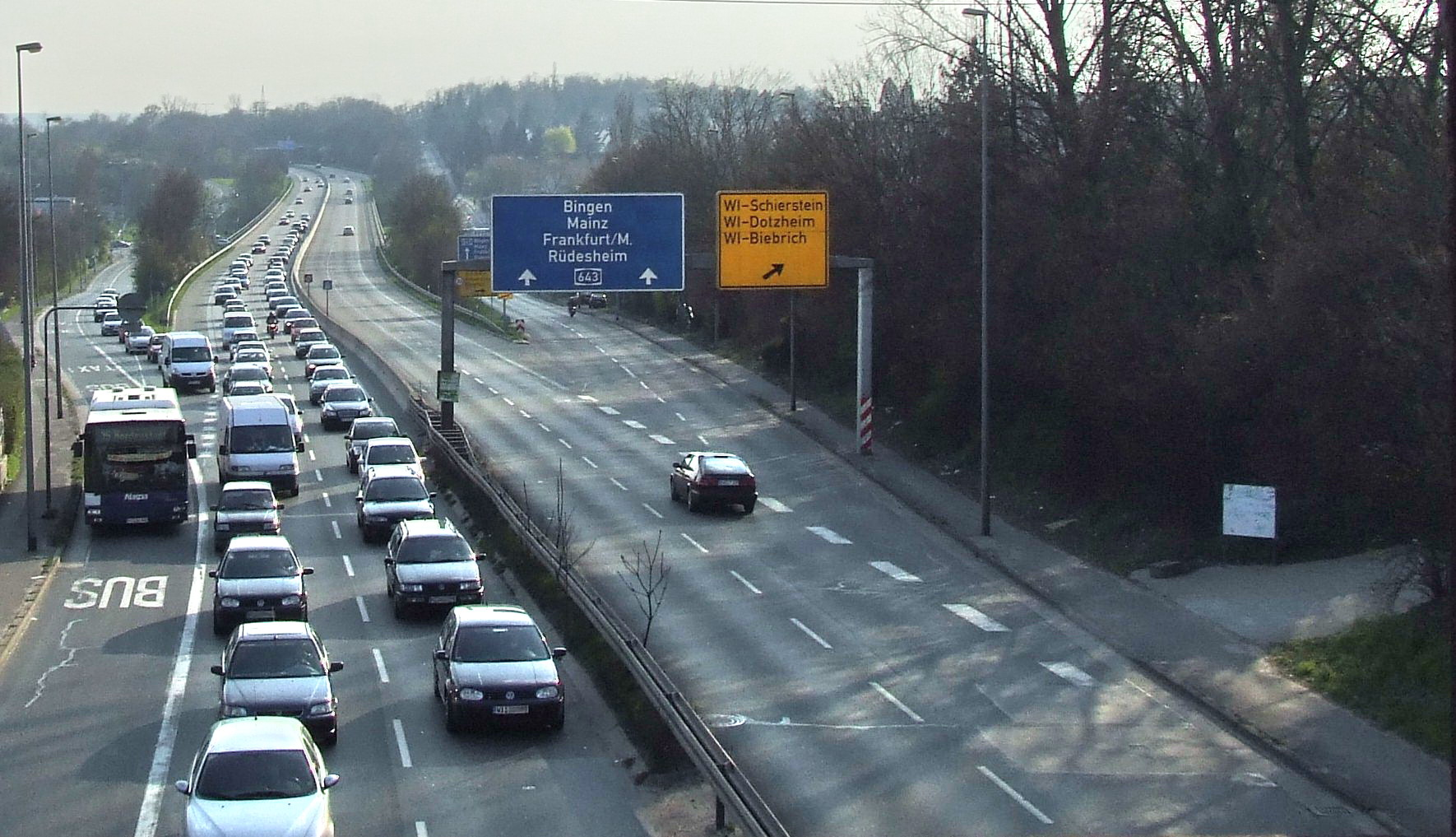
(1) sortie à Wiesbaden-Dotzheim
(2) Carte du Rocade de Mainz (en allemand : Mainzer Ring
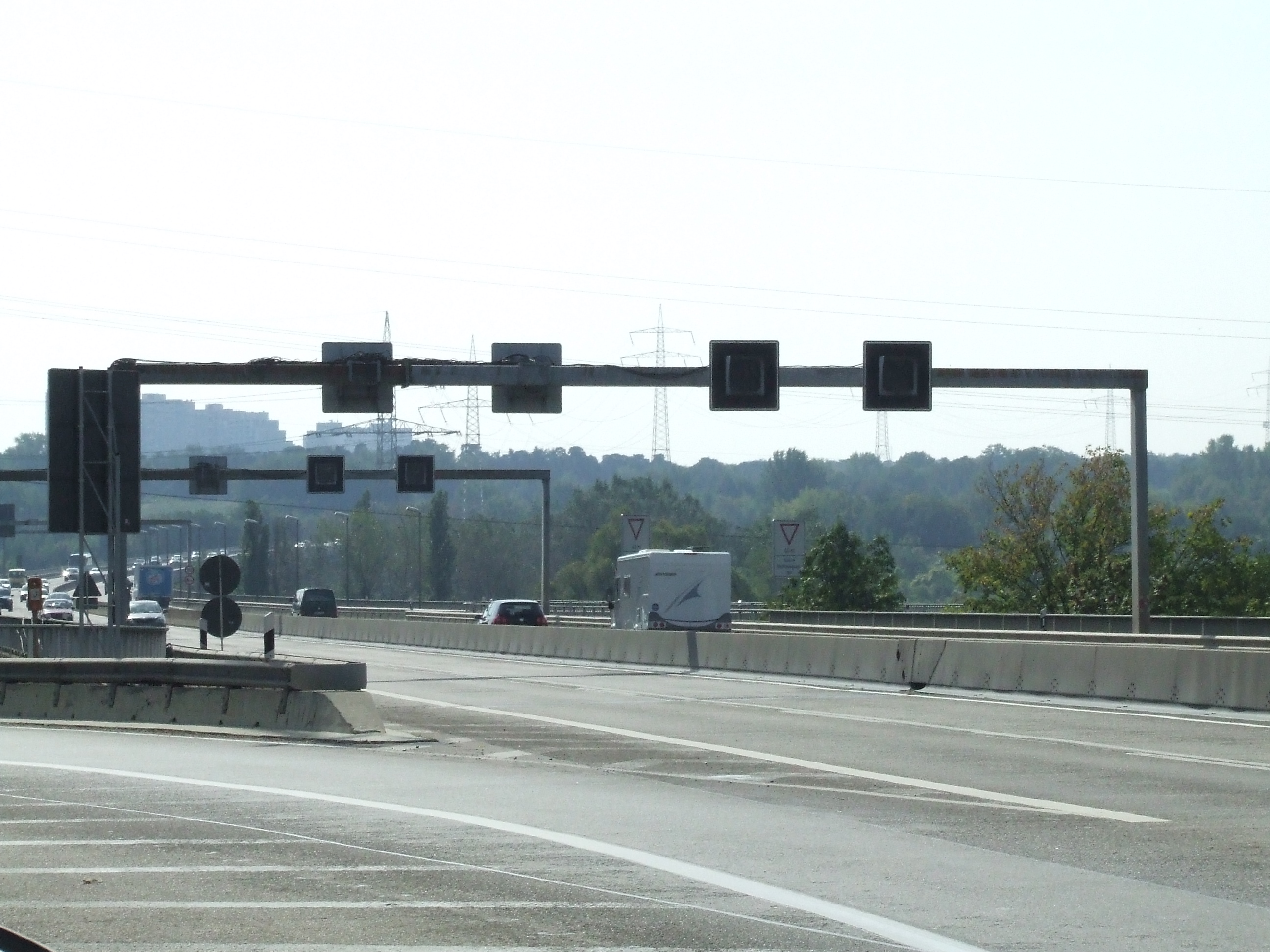
(3) Contrôle de trafic à la Hochstraße Lenneberg
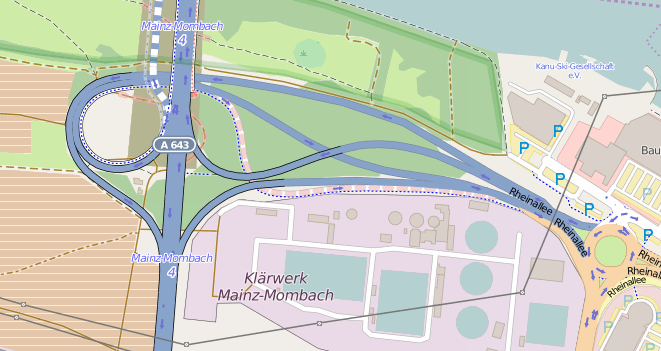
(4) Anschlussstelle Mombach (OpenStreetMap)
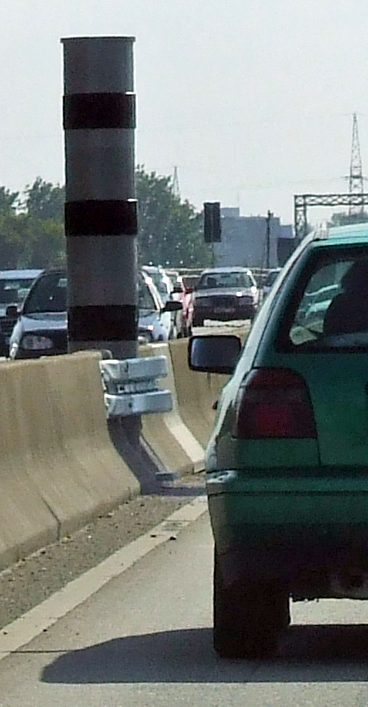
(5) Geschwindigkeits-Messanlage

## Historique
Le plan était une autoroute entre le Autobahndreieck Mainz jusqu'à Taunusstein en longeant Wiesbaden; en 1966 seulement une partie de cette BAB 643 était inaugurée, le tracé vers Taunusstein n'était jamais réalisé. Le pont de Schierstein est en service depuis 1962 et c'est la raison pour laquelle une bande d'arrêt d'urgence n'existe pas dans cette partie.
Les BAB A 60, A 66 et A 671 forment avec la A 643 la Rocade de Mainz.
Actuellement l'élargissement du pont de Schiersstein est en progression et, selon le planning, les travaux vont durer jusqu'à 2019. Après l'achèvement et selon le planning, l'autoroute sera élargie à 6 voies. Mais la réalisation est encore discutée à cause de la réserve naturelle Mainzer Sand.

## Particularités
- La sortie de Mombach est un des rares exemples en Allemagne qui se trouve sur un pont.
- Un radar automatique se trouve au milieu des voies sur le terre-plein central près du km 297, côté Wiesbaden.
- Au décembre 2012, l'ADAC publie une statistique selon laquelle la BAB 643 est parmi les 10 autoroutes les plus dangereuses concernant la circulation à contresens (en allemand : Falschfahrer)[4].

## Indications touristiques

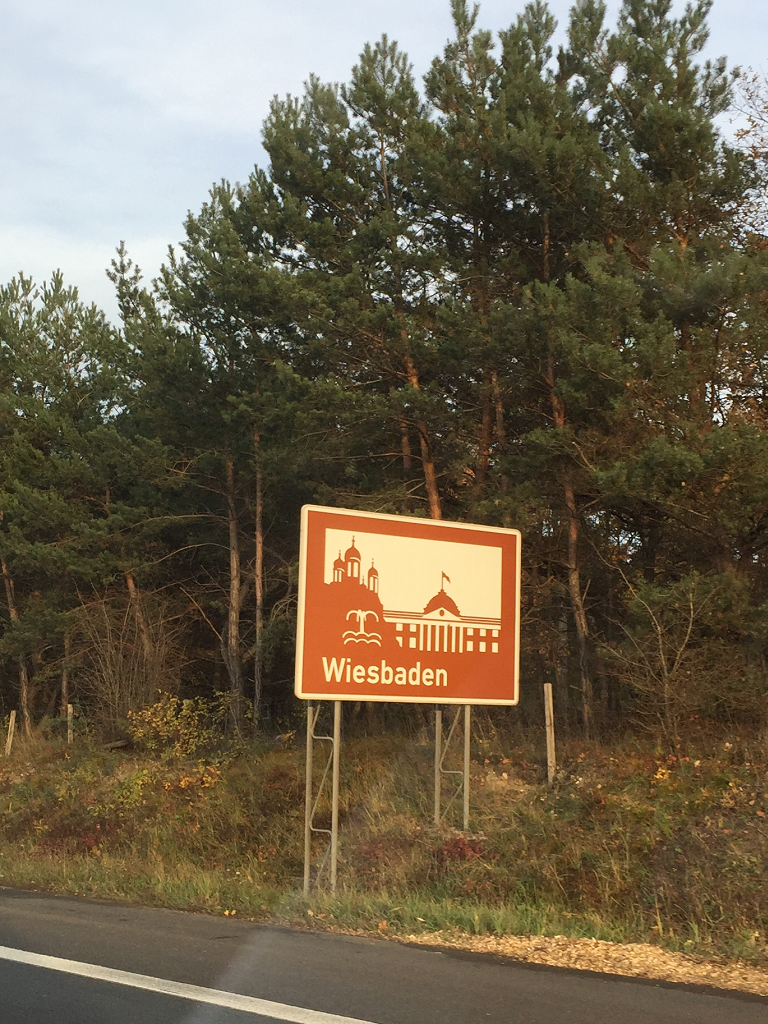
Signalisation touristique «Wiesbaden»

Au bord de l'autoroute il y a une signalisation touristique qui annonce des curiosités de Wiesbaden (de).